# Topos (littérature)
Pour les articles homonymes, voir Topos.
Ne doit pas être confondu avec Topoï (sociologie).

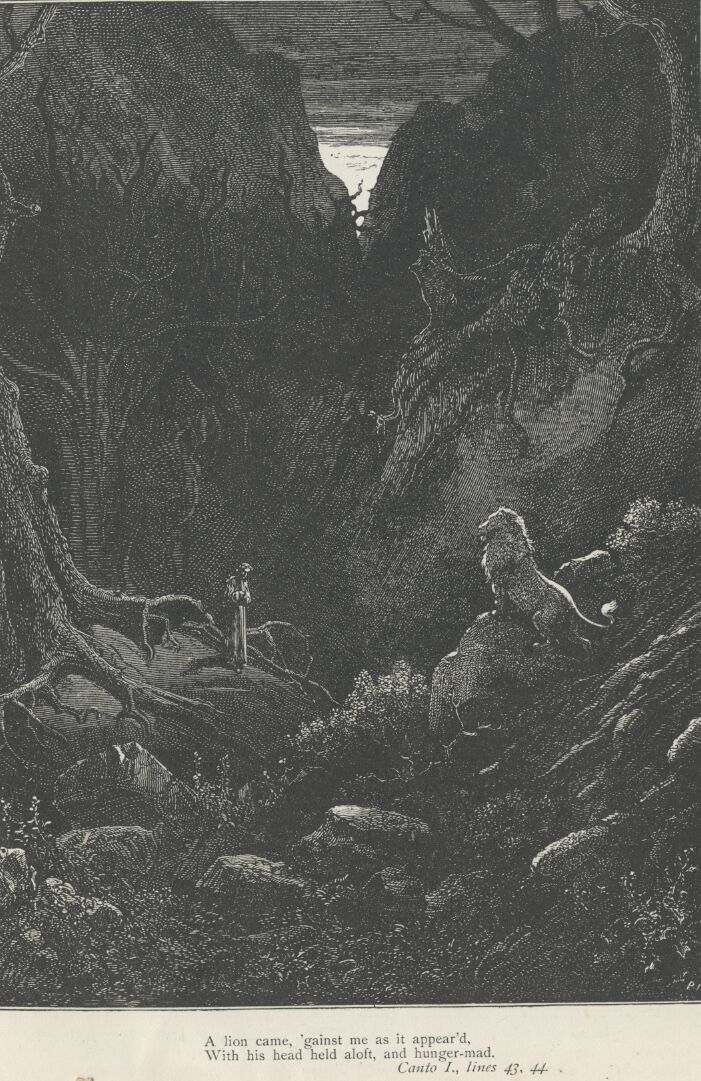
Un topos littéraire : la rencontre du héros avec un animal sauvage le défiant (ici Dante rencontre le lion)

Un topos (τόπος : « lieu, endroit » en grec ; au pluriel : topos, ou, pluriel savant : topoï ; en latin locus, au pluriel loci) désigne, en rhétorique antique, un arsenal de thèmes et d'arguments dans lequel puisait l'orateur afin d'emporter l'adhésion de ses auditeurs. Le topos a désigné petit à petit, par extension, tous les thèmes, situations, circonstances ou ressorts récurrents de la littérature.
Un topos devenu banal et répétitif devient un lieu commun, également appelé cliché littéraire, poncif ou stéréotype. L'étude des topoï se nomme la topologie littéraire.

## Topos rhétorique
Le topos, ou plus souvent les topoï, ont fait l'objet de définitions changeantes, quelquefois contradictoires au cours des siècles.

Dans l'Antiquité gréco-romaine, le topos désigne l'argument ou le thème qu'utilise le rhéteur pour construire son discours et persuader son auditoire. Le topos appartient à l'invention de la rhétorique. Aristote le définit ainsi : 

« Les topoï sont des propositions exprimant une vérité générale. Ce sont des vérités premières admises par tout le monde, confirmées par la conscience et le sens commun. »

Cicéron a rédigé en 44 av. J.-C. un traité, les Topica, pour résumer sa compréhension des huit ouvrages du même nom rédigés par Aristote. Pour Aristote, les topiques sont un répertoire des topoï, tandis que la topique est la méthode permettant dans un but argumentaire de   partir de prémisses généralement admises, et donc vraisemblables pour en déduire, par syllogisme et plus souvent par enthymème, des conclusions convaincantes,.

## Topos littéraire

### Définition
En littérature, le topos désigne un motif particulier qui se retrouve dans plusieurs œuvres. Parmi les plus connues, on distingue : la captatio benevolentiae (formule de modestie), l'invocation des dieux et des muses, le manuscrit trouvé, le natureingang (de) au début des poèmes médiévaux ou encore le locus amoenus. Michèle Weil le définit comme « une configuration narrative récurrente »
.

### Topoï majeurs
Exemples de topoï majeurs :
- la scène de la première rencontre amoureuse
- la déclaration d'amour dans un conte
- la scène de bal dans un conte
- la scène de combat dans une pièce de théâtre
- le récit de la naissance dans une autobiographie
- le jardin fermé (hortus conclusus) ou ouvert
- l'anagnorisis : révélation finale d'un lien de parenté entre des personnages (comme dans Œdipe)
- le manuscrit trouvé : le paratexte présente le texte comme un document découvert par hasard
- les routes sont toujours « dangereuses » dans les romans d’aventure ou lors des péripéties

### Topos d'ouverture
Le topos d'ouverture introduit le récit et sa narration. Le plus connu est celui de Virgile au début de l'Énéide (I, 1-3) : Arma virumque cano (je chante les armes et le héros).

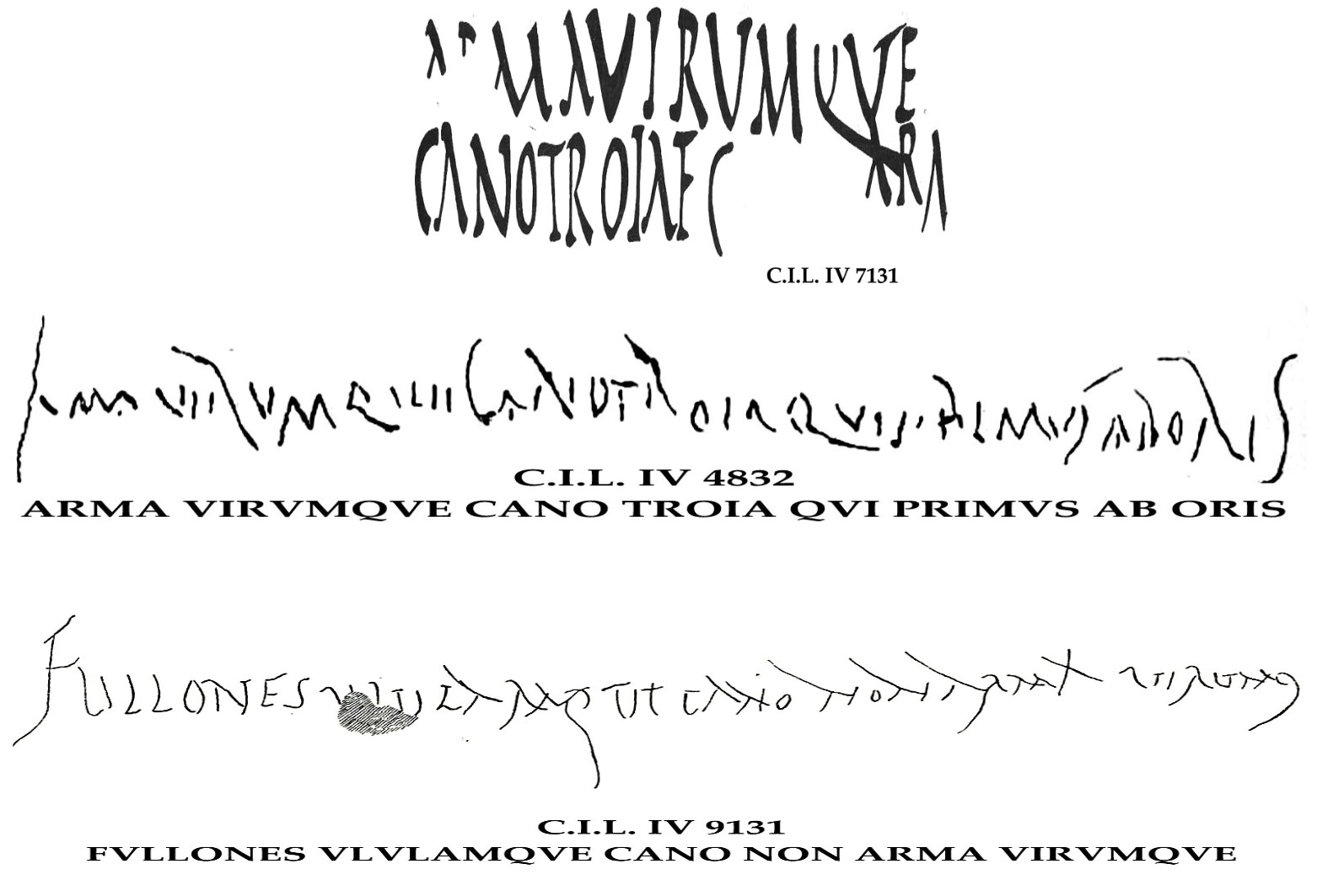
Arma virumque cano, inscription sur les murs de Pompéi

### Topoï sérieux et parodiques
Un topos typique du roman antique grec et latin est celui du double songe. Il se retrouve chez Chariton, Longus, Héliodore, Achille Tatius, et aussi chez Apulée. « Souvent il s’agit de songes prophétiques, dans lesquels les divinités donnent des avertissements ou prédisent l’avenir. Chez Longus apparaissent Eros et les Nymphes, chez Héliodore Apollon et Artémis, chez Achille Tatius Aphrodite, chez Apulée Isis et — probablement — aussi Osiris. » Thème souvent parodié par la suite, notamment par Pétrone, il existe également encore dans le roman moderne sous sa forme sérieuse, notamment dans La Nouvelle rêvée (Traumnovelle) (1926) d’Arthur Schnitzler, récit entièrement centré sur le thème du double songe. Il en est de même pour le thème de la mort apparente (Scheintod en allemand) courant dans les romans grecs et souvent suivi de celui de l’ensevelissement de quelqu’un d’encore vivant. Ce topos concerne souvent une femme qui est ensevelie vivante. Il apparaît chez Chariton, dans l'histoire duquel Callirhoé se trouve ensevelie vivante puis est libérée par le pirate Théron. Chez Achille Tatius, Leucippé est placée encore vivante dans un sarcophage. Chez Xénophon d’Éphèse, Anthia se réveille dans un tombeau, et quand des voleurs y pénètrent elle leur demande de respecter sa chasteté. Pétrone parodie ce topos dans le conte de La Matrone d'Éphèse, inséré dans son Satyricon.

## Topos en linguistique
Certains auteurs utilisent le concept de topos en sémantique pour analyser le discours dans la perspective de l'argumentation.